# Valg i 2015 af partileder for Labour (UK)
Valget af en ny partileder for Labour (UK)  fandt sted i maj – juni 2015.
Ved parlamentsvalget i Storbritannien den 7. maj 2015 led Labour et stort nederlag. Den 8. maj meddelte Ed Miliband, at han ville træde tilbage som partileder. Partiets næstformand Harriet Harman blev indsat som midlertidig partileder.

## Urafstemningen om en ny leder af Labour
Urafstemningen om posten som partileder startede den 14. august.  Den 12. september 2015 blev der offentliggjort, at Jeremy Corbyn havde fået 59,5 procent af stemmerne, og at han dermed var valgt som Labours leder.
De resterende stemmer fordelte sig med 19,0 procent til Andy Burnham, 17,0 procent til Yvette Cooper og 4,5 procent til Liz Kendall.